# Josh Carlton
Pour les articles homonymes, voir Josh et Carlton.
Joshua Euria Carlton, né le 26 février 1999 à Silver Spring, au Maryland, est un joueur américain de basket-ball évoluant au poste de pivot.

## Biographie

### Carrière universitaire
Entre 2017 et 2021, il joue pour les Huskies du Connecticut à l'université du Connecticut.
Entre 2021 et 2022, il joue pour les Cougars de Houston à l'université de Houston.

### Carrière professionnelle
Le 23 juin 2022, automatiquement éligible à la draft 2022 de la NBA, il n'est pas sélectionné.
En juillet 2022, il participe à la NBA Summer League de Las Vegas avec les Spurs de San Antonio.
Le 6 août 2022, il signe son premier contrat professionnel avec l'équipe française du Mans Sarthe Basket.
En juillet 2023, il participe aux NBA Summer Leagues de Las Vegas et de Sacramento avec les Spurs de San Antonio.
En août 2023, Carlton reste dans le championnat de France et rejoint les Metropolitans 92. Les Metropolitans le licencient en décembre 2023.

## Palmarès

### Universitaire
- First-team All-AAC en 2022
- AAC Most Improved Player en 2019

## Statistiques

### Universitaires
Les statistiques de Josh Carlton en matchs universitaires sont les suivantes :
| Saison    | Équipe      | Matchs | Titul. | Min./m | % Tir | % 3pts | % LF | Rbds/m. | Pass/m. | Int/m. | Ctr/m. | Pts/m. |
| --------- | ----------- | ------ | ------ | ------ | ----- | ------ | ---- | ------- | ------- | ------ | ------ | ------ |
| 2017-2018 | Connecticut | 32     | 17     | 15,2   | 51,4  | 0,0    | 66,7 | 3,69    | 0,31    | 0,31   | 0,75   | 4,44   |
| 2018-2019 | Connecticut | 33     | 33     | 22,2   | 60,7  | 0,0    | 62,7 | 6,18    | 0,42    | 0,42   | 1,79   | 8,97   |
| 2019-2020 | Connecticut | 31     | 31     | 21,2   | 50,2  | 0,0    | 50,0 | 6,10    | 0,68    | 0,39   | 1,06   | 7,77   |
| 2020-2021 | Connecticut | 19     | 2      | 11,3   | 48,2  | 0,0    | 59,1 | 3,68    | 0,37    | 0,37   | 0,42   | 3,53   |
| 2021-2022 | Houston     | 38     | 28     | 21,7   | 62,6  | 100,0  | 57,9 | 6,24    | 0,82    | 0,47   | 1,18   | 11,58  |
| Carrière  | Carrière    | 153    | 111    | 19,1   | 56,7  | 100,0  | 59,0 | 5,35    | 0,54    | 0,40   | 1,10   | 7,75   |

### Professionnels
| Saison    | Équipe   | Matchs | Titul. | Min./m | % Tir | % 3pts | % LF | Rbds/m. | Pass/m. | Int/m. | Ctr/m. | Pts/m. |
| --------- | -------- | ------ | ------ | ------ | ----- | ------ | ---- | ------- | ------- | ------ | ------ | ------ |
| 2022-2023 | Le Mans  | 36     | 30     | 22,2   | 61,0  | 0,0    | 64,7 | 6,22    | 1,22    | 0,31   | 1,08   | 10,28  |
| Carrière  | Carrière | 36     | 30     | 22,2   | 61,0  | 0,0    | 64,7 | 6,22    | 1,22    | 0,31   | 1,08   | 10,28  |